# Мергубское
Мергубское — озеро на территории Ледмозерского сельского поселения Муезерского района Республики Карелия.

## Общие сведения
Площадь озера — 7 км², площадь бассейна — 134 км². Располагается на высоте 136,1 метров над уровнем моря.
Форма озера продолговатая, вытянутая с северо-запада на юго-восток. Берега сильно изрезанные, с множеством заливов и полуостровов, каменисто-песчаные, местами болотистые.

С юго-востока в озеро тремя протоками втекают воды озёр Тикша, Аккаярви и Пизма (в последнее впадает одноимённая река). Также с юго-востока впадает небольшой ручей Курдас, вытекающий из одноимённого озера.
Сток из озера осуществляется на северо-западе водоёма посредством протоки, через которую воды Мергубского через Челгозеро попадают в реку Чирко-Кемь.
В озере около двух десятков безымянных островов различной величины, рассредоточенных по всей площади водоёма.
Населённые пункты близ озера отсутствуют. Ближайший — посёлок Тикша — расположен в 4 км к юго-западу от озера.
В 2 км от юго-западной оконечности озера проходит трасса А137 («Р-21 „Кола“ — Тикша — Ледмозеро — Костомукша — граница с Финляндской Республикой»).
В полутора километрах от озера проходит железнодорожная линия Кочкома — Ледмозеро.
Код водного объекта в государственном водном реестре — 02020000911102000005353.